# Christian Wirth

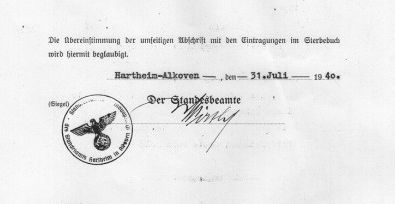
Overlijdensakte ondertekend door Wirth. Voor euthanasieslachtoffers werden deze attesten systematisch vervalst.

Christian Wirth, bijgenaamd Christian der Grausame (Oberbalzheim, 24 november 1885 - Hrpelje-Kozina, 26 mei 1944) was een Duitse nazi-officier van de SS. Hij werd inspecteur van Aktion T4, het programma voor gedwongen euthanasie van geesteszieken en gehandicapten. In dit kader bedacht hij de als doucheruimte vermomde gaskamer. Daarna werd hij commandant van het vernietigingskamp Bełżec en vervolgens inspecteur van alle vernietigingskampen van Aktion Reinhard. Nadat dit luik van de Holocaust was voltooid, was zijn volgende opdracht het bestrijden van de partizanen in Istrië, waar hij de dood vond door een kogel in de rug.

## Loopbaan
In de Eerste Wereldoorlog vocht Wirth als onderofficier aan het Westfront. Hij was in 1922-23 en opnieuw vanaf 1931 lid van de nazipartij. Vanaf 1933 was hij bruinhemd bij de Sturmabteilung, om in april 1939 over te stappen naar de SS, waar hij in oktober al Sturmbannführer werd. Vóór Hitler aan de macht kwam, werkte Wirth in de Ordnungpolizei van Württemberg. Vervolgens leidde hij de Kriminalpolizei van Stuttgart. Geweld bij verhoren was systematisch.
Eind 1939 stapte Wirth over naar Aktion T4. Hij werkte eerst op het Euthanasiecentrum Grafeneck en werd dan administratief directeur in dat van Brandenburg an der Havel. Daar nam hij het initiatief om de gaskamer te camoufleren als doucheruimte, een praktijk die later zou worden veralgemeend. Het vergassen gebeurde met koolstofmonoxide uit een verbrandingsmotor. Zijn efficiëntie en ervaring leverden Wirth een benoeming op tot inspecteur van alle euthanasiecentra.
Na het einde van dit programma stuurde Viktor Brack hem eind 1941 naar Lublin in het Poolse generaal-gouvernement, dat onder bevel stond van SS-Brigadeführer Odilo Globocnik. Deze stelde Wirth aan tot Lagerkommandant van het vernietigingskamp Bełżec. Volgens Kogon weigerde hij Zyklon B te gebruiken, waarvan hij de aanvoer niet verzekerd achtte, en hield hij vast aan vergassing door koolmonoxide afkomstig van een Russische tankmotor. In augustus 1942 benoemde Globocnik hem tot inspecteur van de vernietigingskampen van Aktion Reinhardt, die de uitroeiing van de Joden en Roma in Polen en Oekraïne bewerkstelligde. In Bełżec, Sobibor en Treblinka kwamen in 1942-43 ongeveer 1,7 miljoen mensen om. Na het voltooien van de operatie in 1943 werden de kampen tot op de grond ontmanteld.
Eind 1943 volgde Wirth zijn baas Globocnik naar Istrië, toen behorend tot het fascistische Italië aan de grens met Joegoslavië. Ze maakten deel uit van Sonderabteilung Einsatz R, een eenheid die partizanen moest uitschakelen. Wirth kreeg het bevel over de zone Triëst. Kort na zijn aankomst werd hij op een officiële reis naar Fiume in een auto zonder dak neergeschoten in het noorden van Istrië, nabij Hrpelje-Kozina in Slovenië. Het is niet opgehelderd wie de kogel afvuurde die hem dodelijk in de rug trof: ofwel viel hij in een hinderlaag van partizanen, ofwel waren het zijn eigen mannen.
Na met eer (!) te zijn begraven op de Duitse militaire begraafplaats van Opicina, werd Wirth in 1959 verplaatst naar die van Costermano, nabij het Gardameer.

## Carrière
Wirth bekleedde verschillende rangen in zowel de Politie als Allgemeine-SS. De volgende tabel laat zien dat de bevorderingen niet synchroon liepen.
| Datum            | Württembergse leger       | Politie                                           | Sturmabteilung | Allgemeine-SS       |
| ---------------- | ------------------------- | ------------------------------------------------- | -------------- | ------------------- |
| 1910             | Unteroffizier der Reserve | —                                                 | —              | —                   |
| 1910             | —                         | Schutzmann                                        | —              | —                   |
|                  | —                         | Fahnder                                           | —              | —                   |
| Juni 1919        | —                         | Kriminalwachtmeister                              | —              | —                   |
| 1932             | —                         | Kriminalinspektor                                 | —              | —                   |
| 30 juni 1933     | —                         | —                                                 | Mitarbeiter    | —                   |
| 1937             | —                         | Kriminalkommissar                                 | —              | —                   |
| 10 augustus 1939 | —                         | —                                                 | —              | SS-Staffelmann      |
| Oktober 1939     | —                         | Oberleutnant der Polizei en Kriminaloberkommissar | —              | SS-Obersturmführer  |
| 22 december 1941 | —                         | Hauptmann der Polizei                             | —              | SS-Hauptsturmführer |
| 30 januari 1943  | —                         | Kriminalrat                                       | —              | —                   |
| 12 februari 1943 | —                         | Major der Polizei                                 | —              | SS-Sturmbannführer  |

## Lidmaatschapsnummers
- NSDAP-nr.: 420 383 (lid geworden DAP 1923, hernieuwd lid 1 januari 1931[1])
- SS-nr.: 354 464 (lid geworden april 1939[1])

## Onderscheidingen
Selectie:
- IJzeren Kruis 1914, 1e Klasse[1] en 2e Klasse[1]
- Gewondeninsigne 1918 in zwart[1]
- Kroonorde (Württemberg), gouden ere-medaille en zilveren ere-medaille[1]
- Dienstonderscheiding van de Politie in goud[1]
- Herhalingsgesp bij IJzeren Kruis 1939, 2e Klasse[1]